# 1969: The Velvet Underground Live
1969: The Velvet Underground Live är ett livealbum med den amerikanska rockgruppen The Velvet Underground. Det spelades in 1969 och gavs ut 1974 som en dubbel-lp. 1988 gavs den ut på cd som två separata album, Volume 1 och Volume 2.

## Inspelningarna
Materialet på albumet kommer från bandets turné i Nordamerika under 1969. Inspelningarna kommer från två olika konserter. Den första, från End of Cole Ave. i Dallas 19 oktober, är gjord av en fan till bandet som hade tillgång till professionell inspelningsutrustning vilken han fick tillåtelse av bandet att använda. Den andra är gjord på The Matrix i San Francisco i november. Inspelningarna blev dock liggande fram till 1974. Bandet hade då upplösts och Lou Reed blivit känd som soloartist, vilket även ökade efterfrågan på Velvet Underground-material.
Tre låtar var vid utgivningen tidigare outgivna, "We're Gonna Have a Real Good Time Together", "Over You" och "Sweet Bonnie Brown/It's Just Too Much", medan "Lisa Says" och "Ocean" endast fanns utgivna av Reed som soloartist, på solodebuten Lou Reed. Därtill skiljer sig låtarna "New Age" och "Sweet Jane" radikalt från studioversionerna på albumet Loaded.

## Låtlista
Samtliga låtar skrivna av Lou Reed.
Sida ett
1. "I'm Waiting for the Man" - 7:00
2. "Lisa Says" - 5:46
3. "What Goes On" - 8:47
4. "Sweet Jane" - 3:58

Sida två
1. "We're Gonna Have a Real Good Time Together" - 3:12
2. "Femme Fatale" - 3:01
3. "New Age" - 6:31
4. "Rock and Roll" - 6:00
5. "Beginning to See the Light" - 5:26

Sida tre
1. "Ocean" - 10:46
2. "Pale Blue Eyes" - 5:50
3. "Heroin" - 9:42

Sida fyra
1. "Some Kinda Love" - 4:44
2. "Over You" - 2:15
3. "Sweet Bonnie Brown/It's Just Too Much" - 7:50
4. "White Light/White Heat" - 8:32
5. "I'll Be Your Mirror" - 2:17

Cd-versionen innehåller även låtarna "Heroin" och "I Can't Stand It".

## Medverkande
- Lou Reed - sång, gitarr
- Sterling Morrison - gitarr
- Doug Yule - bas, orgel, sång på "I'll Be Your Mirror"
- Maureen Tucker - trummor, percussion